# Nannosciurus melanotis
Genre
Espèce
Statut de conservation UICN

 LC  : Préoccupation mineure
Nannosciurus melanotis est une espèce de rongeurs de la famille des Sciuridés. Cette espèce d'écureuils est la seule du genre Nannosciurus.

## Liste des sous-espèces
Selon Catalogue of Life (21 mars 2019) :
- sous-espèce Nannosciurus melanotis bancanus Lyon, 1906
- sous-espèce Nannosciurus melanotis borneanus Lyon, 1906
- sous-espèce Nannosciurus melanotis melanotis (Müller, 1840)
- sous-espèce Nannosciurus melanotis pulcher Miller, 1902

### EspèceNannosciurus melanotis
- (en) Animal Diversity Web : Nannosciurus melanotis
- (en) BioLib : Nannosciurus melanotis  (Müller, 1840) (consulté le 21 mars 2019)
- (en) Catalogue of Life : Nannosciurus melanotis (Müller, 1840) (consulté le 15 décembre 2020)
- (fr + en) ITIS : Nannosciurus melanotis (Müller, 1840) (consulté le 21 mars 2019)
- (en) Mammal Species of the World (3e  éd., 2005) :  Nannosciurus melanotis   Müller, 1840 (consulté le 21 mars 2019)
- (en) NCBI : Nannosciurus melanotis (Müller, 1840) (taxons inclus) (consulté le 21 mars 2019)
- (en) UICN : espèce Nannosciurus melanotis (Müller, 1840) (consulté le 21 mars 2019)

### GenreNannosciurus
- (en) Animal Diversity Web : Nannosciurus
- (en) BioLib : Nannosciurus  Trouessart, 1880 (consulté le 21 mars 2019)
- (en) Catalogue of Life : Nannosciurus Trouessart, 1880 (consulté le 30 mars 2023)
- (fr + en) ITIS : Nannosciurus Trouessart, 1880 (consulté le 21 mars 2019)
- (en) Mammal Species of the World (3e  éd., 2005) :  Nannosciurus   Trouessart, 1880 (consulté le 21 mars 2019)
- (en) NCBI : Nannosciurus (taxons inclus) (consulté le 21 mars 2019)
- (en) Tree of Life Web Project : Nannosciurus (consulté le 21 mars 2019)